# Коша, Никколо
Никколо Коша (итал. Niccolò Coscia; 25 января 1682, Пьетрадефузи, Папская область — 8 февраля 1755, Неаполь, Неаполитанское королевство) — итальянский куриальный кардинал, доктор обоих прав. Титулярный архиепископ Троянополиса Родопского с 26 июня 1724 по 11 июля 1725. Префект Священной Конгрегации Авиньона с 28 марта 1726 по 21 февраля 1730. Архиепископ Беневенто с 21 февраля 1730 по 8 января 1731. Кардинал-священник с 11 июня 1725, с титулярной диаконией pro illa vice Санта-Мария-ин-Домника с 23 июля 1725 по 9 мая 1733 и с 8 января 1742 по 8 февраля 1755.